# سیارک ۱۲۳۶۳
سیارک ۱۲۳۶۳ (به انگلیسی: 12363 Marinmarais، نامگذاری:1993TA24) دوازده هزار و سیصد و شصت و سومین سیارک کشف شده‌است که در ۹ اکتبر ۱۹۹۳ کشف شد.
قدر مطلق سیارک برابر ۳۲.۳ است.